# Nachal Pra'im
Nachal Pra'im (hebrejsky נחל פראים) je vádí v jižním Izraeli, na pomezí severovýchodního okraje Negevské pouště a Judské pouště.
Začíná v nadmořské výšce okolo 600 metrů v kopcovité pouštní krajině, na východním okraji města Arad, poblíž vyhlídky Micpe Mo'ab. Směřuje pak k jihovýchodu, přičemž se zařezává do okolního terénu. Údolí je turisticky využívané. Poblíž beduínských osad východně od Aradu ústí zleva do vádí Nachal Je'elim, které jeho vody odvádí do Mrtvého moře.